# Celeste Espino
Celeste Maryel Espino Mendoza (Zapopan, Jalisco, México; 9 de agosto de 2003) es una futbolista mexicana que juega como guardameta para el Club Deportivo Guadalajara Femenil de la Liga MX Femenil (la Primera División Femenil de México) y para la Selección Mexicana Femenil Sub-20.

## Trayectoria
Celeste Espino debutó en la Selección Nacional de México Sub-17 en 2019.
Hizo su debut como futbolista profesional, con el Club Guadalajara, el 7 de septiembre de 2020 ante Mazatlán y debutó como portera titular ante el Pachuca el 5 de febrero de 2021.

### Palmarés
| Torneo                                     | Sede                 | Categoría | Resultado  | Partidos |
| ------------------------------------------ | -------------------- | --------- | ---------- | -------- |
| Campeonato Femenino de la Concacaf de 2022 | República Dominicana | Sub-20    | Subcampeón | 5        |

### Títulos nacionales
| Título          | Club             | País   | Año  |
| --------------- | ---------------- | ------ | ---- |
| Liga MX Femenil | Club Guadalajara | México | 2022 |